# David Baëza
David Baëza (circa 1820 – 5 december 1875) was een Surinaams politicus.
Hij was getrouwd met Julia Levi die in 1867 kwam te overlijden. Naast zijn werk als koopman, was hij actief in de politiek. Bij tussentijdse verkiezingen in 1874 werd hij verkozen tot lid van de Koloniale Staten. Nog geen anderhalf jaar later overleed hij op 55-jarige leeftijd.